# Liste der Stolpersteine in Lathen
Die Liste der Stolpersteine in Lathen enthält alle Stolpersteine, die im Rahmen des gleichnamigen Kunst-Projekts von Gunter Demnig in Lathen verlegt wurden. Mit ihnen soll der Opfer des Nationalsozialismus gedacht werden, die in Lathen lebten und wirkten. Bei einer Verlegung im März 2010 wurden insgesamt 29 Stolpersteine verlegt. (Stand: Juli 2019)

## Liste der Stolpersteine
| Bild                 | Person, Inschrift                                                                                  | Adresse            | Verlegedatum  | Anmerkung |
| -------------------- | -------------------------------------------------------------------------------------------------- | ------------------ | ------------- | --- |
| Moses de Vries       | Hier wohnte Moses de Vries Jg. 1875 deportiert 1942 Theresienstadt ermordet in Treblinka           | Bahnhofstraße 3 ·  | 30. März 2010 | Moses de Vries wurde am 20. Dezember 1875 in Haren geboren. Er war mit Ida de Vries verheiratet und betrieb einen Viehhandel in Lathen. Er war als Synagogenvorsteher der Jüdischen Gemeinde gewählt worden. Am 31. Juli 1942 wurde er in das Ghetto Theresienstadt und am 23. September 1942 weiter in das Vernichtungslager Treblinka deportiert. Er wurde später für tot erklärt. Bei der Verlegung der Stolpersteine war Erna de Vries als Überlebende des Holocaust anwesend.                                                                                                 |
| Ida de Vries         | Hier wohnte Ida de Vries geb. Jacobs Jg. 1873 deportiert 1942 Theresienstadt ermordet in Treblinka | Bahnhofstraße 3 ·  | 30. März 2010 | Ida de Vries wurde am 18. Juni 1873 als Ida Jacobs in Lathen geboren. Sie war mit Moses de Vries verheiratet und hatte mit ihm die beiden Söhne Ludwig und Joseph, die den Holocaust überlebten. Am 31. Juli 1942 wurde sie in das Ghetto Theresienstadt und am 23. September 1942 weiter in das Vernichtungslager Treblinka deportiert. Später wurde sie für tot erklärt. |
| Rosette de Vries     | Hier wohnte Rosette de Vries geb. Jacobs Jg. 1912 deportiert ermordet 1942 in Auschwitz            | Bahnhofstraße 3 ·  | 30. März 2010 | Rosette de Vries wurde am 15. Februar 1912 als Rosette Jacobs in Sögel geboren und lebte in Lathen. Sie war mit Joseph de Vries verheiratet und hatte einen Sohn. Mit diesem verließ sie Lathen und zog im Februar 1941 nach Hildesheim. Am 10. Juli 1942 wurde sie ab Bielefeld in das Vernichtungslager Auschwitz deportiert und später für tot erklärt. |
| Karl de Vries        | Hier wohnte Karl de Vries Jg. 1934 deportiert ermordet 1942 in Auschwitz                           | Bahnhofstraße 3 ·  | 30. März 2010 | Karl de Vries wurde am 5. Oktober 1934 als Sohn von Joseph und Rosette de Vries in Lathen geboren und lebte ab 1941 mit seiner Mutter in Hildesheim. Am 10. Juli 1942 wurde er ab Bielefeld in das Vernichtungslager Auschwitz deportiert und später für tot erklärt. Er war zu diesem Zeitpunkt sieben Jahre alt. |
| Aron Schaap          | Hier wohnte Aron Schaap Jg. 1886 deportiert ermordet 1942 in Auschwitz                             | Bahnhofstraße 4 ·  | 30. März 2010 | Aron Schaap wurde am 14. April 1886 in Lathen geboren. Er war der Bruder von Bendix Schaap und mit Anna Schaap verheiratet. In Lathen betrieb er einen Viehhandel. Am 22. November 1939 flüchtete die Familie in die Niederlande. Dort war er ab Anfang Oktober 1942 im Sammellager Westerbork inhaftiert und wurde dann am 23. Oktober 1942 in das Vernichtungslager Auschwitz deportiert, wo er nach der Ankunft am 26. Oktober 1942 ermordet wurde. |
| Anna Schaap          | Hier wohnte Anna Schaap geb. Stein Jg. 1900 deportiert ermordet 1942 in Auschwitz                  | Bahnhofstraße 4 ·  | 30. März 2010 | Anna Schaap wurde am 14. Juli 1900 als Anna Stein in Gescher geboren und lebte in Lathen. Sie war mit Aron Schaap verheiratet und hatte mit ihm zwei Kinder. Am 22. November 1939 flüchtete sie mit der Familie in die Niederlande und war ab Anfang Oktober 1942 im Sammellager Westerbork interniert. Am 23. Oktober 1942 wurde sie ab Westerbork in das Vernichtungslager Auschwitz deportiert und dort nach der Selektion bei Ankunft am 26. Oktober 1942 ermordet. |
| Joachim Schaap       | Hier wohnte Joachim Schaap Jg. 1926 deportiert ermordet 1942 in Auschwitz                          | Bahnhofstraße 4 ·  | 30. März 2010 | Joachim Schaap wurde am 28. Juli 1926 als Sohn von Aron und Anna Schaap in Lathen geboren. Am 22. November 1939 flüchtete er mit der Familie in die Niederlande. Dort war er ab Anfang Oktober 1942 im Sammellager Westerbork interniert und wurde dann am 23. Oktober 1942 in das Vernichtungslager Auschwitz deportiert. Er starb am 31. März 1944 und wurde später für tot erklärt. |
| Leonie Schaap        | Hier wohnte Leonie Schaap Jg. 1928 deportiert ermordet 1942 in Auschwitz                           | Bahnhofstraße 4 ·  | 30. März 2010 | Leonie Schaap wurde am 26. April 1928 als Tochter von Aron und Anna Schaap in Lathen geboren. Am 22. November 1939 flüchtete sie mit der Familie in die Niederlande und war ab Anfang Oktober 1942 im Sammellager Westerbork interniert. Am 23. Oktober 1942 wurde sie ab Westerbork in das Vernichtungslager Auschwitz deportiert und dort nach der Selektion bei Ankunft am 26. Oktober 1942 ermordet. |
| Lina Jacobs          | Hier wohnte Lina Jacobs geb. Rosenberg Jg. 1867 deportiert ermordet                                | Bahnhofstraße 25 · | 30. März 2010 | Lina Jacobs wurde 1867 als Lina Rosenberg in Horneburg geboren. Sie war mit Salomon Jacobs verheiratet und hatte fünf Kinder. 1941 zog sie nach der Deportation von Familienangehörigen zu ihrer Tochter Elli nach Hannover. Ihr weiteres Schicksal ist unbekannt. |
| Gerda Jacobs         | Hier wohnte Gerda Jacobs geb. Wolff Jg. 1907 deportiert ermordet 1941 in Riga                      | Bahnhofstraße 25 · | 30. März 2010 | Gerda Jacobs wurde am 6. März 1907 als Tochter von Henriette und Selly Wolff in Aurich geboren und lebte in Lathen. Seit dem 10. Mai 1936 war sie mit Louis Jacobs verheiratet. 1941 wurde sie in das Ghetto Riga deportiert und später ermordet. Sie soll bei der Deportation schwanger gewesen sein. Im November 2012 wurde für sie auch in Aurich ein Stolperstein verlegt. |
| Louis Jacobs         | Hier wohnte Louis Jacobs Jg. 1894 deportiert ermordet 1944 in Stutthof                             | Bahnhofstraße 25 · | 30. März 2010 | Louis Jacobs wurde am 8. Februar 1894 als Sohn von Salomon und Lina Jacobs in Lathen geboren. Dort betrieb er einen Viehhandel, den er von seinem Vater übernommen hatte. Seit 1936 war er mit Gerda Jacobs verheiratet. Während der Novemberpogrome 1938 wurde er verhaftet und war bis 17. Dezember 1938 im KZ Sachsenhausen inhaftiert. 1941 wurde er in das Ghetto Riga deportiert und kam dann in das KZ Stutthof. Dort starb er am 15. November 1944. |
| Ernst Rosenthal      | Hier wohnte Ernst Rosenthal Jg. 1889 deportiert ermordet 1942 in Auschwitz                         | Bahnhofstraße 29 · | 30. März 2010 | Ernst Rosenthal wurde am 27. Dezember 1889 in Oestrich geboren. Seit 1920 war er mit Elly Rosenthal verheiratet und hatte mit ihr den 1927 geborenen Sohn Heinz. Am 20. November 1933 flüchtete er mit seiner Familie in die Niederlande. 1942 wurde er ab Westerbork in das KZ Auschwitz deportiert, wo er am 17. September 1943 starb. |
| Elly Rosenthal       | Hier wohnte Elly Rosenthal geb. Jacobs Jg. 1899 deportiert ermordet 1942 in Auschwitz              | Bahnhofstraße 29 · | 30. März 2010 | Elly Rosenthal wurde am 17. Februar 1893 als Elly Jacobs in Lathen geboren. Sie war seit 24. Februar 1920 mit Ernst Rosenthal verheiratet und hatte einen Sohn. Am 20. November 1933 flüchtete sie mit ihrem Mann und dem Sohn in die Niederlande. Aus dem Sammellager Westerbork wurde sie 1942 in das KZ Auschwitz deportiert, wo sie am 17. September 1943 starb. Ihr Sohn Heinz, geboren am 29. August 1927 in Herne, starb ebenfalls am 17. September 1943 im KZ Auschwitz.                                                                                                   |
| Bendix Schaap        | Hier wohnte Bendix Schaap Jg. 1892 deportiert ermordet 1942 in Auschwitz                           | Bahnhofstraße 32 · | 30. März 2010 | Bendix Schaap wurde am 13. Mai 1892 als Bruder von Aron Schaap in Lathen geboren. Er war mit Emilie Schaap verheiratet und hatte vier Kinder. Am 22. November 1939 flüchtete die Familie nach Rolde in die Niederlande, da Bendix Schaap die niederländische Staatsbürgerschaft besaß. Ab Anfang Oktober 1942 war er im Sammellager Westerbork inhaftiert und wurde von dort am 26. Oktober 1942 in das Vernichtungslager Auschwitz deportiert, wo er am 1. Dezember 1942 starb.                                                                                                   |
| Emilis Schaap        | Hier wohnte Emilie Schaap geb. Simon Jg. 1898 deportiert ermordet 1942 in Auschwitz                | Bahnhofstraße 32 · | 30. März 2010 | Emilie Schaap wurde am 11. November 1898 als Emilie Simon in Werlte geboren. Sie war mit Bendix Schaap verheiratet und hatte vier Kinder. Am 22. November 1939 flüchtete sie mit der Familie in die Niederlande. Ab Anfang Oktober 1942 war sie im Sammellager Westerbork interniert und wurde am 26. Oktober 1942 in das Vernichtungslager Auschwitz deportiert. Nach der Selektion bei Ankunft wurde sie am 29. Oktober 1942 ermordet. Ihr 1922 geborener Sohn Egon starb am 21. Juni 1939 in Lathen, wurde nach dem Umzug in die Niederlande exhumiert und in Rolde beigesetzt. |
| Sonja Schaap         | Hier wohnte Sonja Schaap Jg. 1925 deportiert ermordet 1942 in Auschwitz                            | Bahnhofstraße 32 · | 30. März 2010 | Sonja Schaap wurde am 18. Januar 1929 als Tochter von Bendix und Emilie Schaap in Lathen geboren. Am 22. November 1939 flüchtete sie mit ihrer Familie in die Niederlande. Ab Anfang Oktober 1942 war sie im Sammellager Westerbork interniert und wurde am 26. Oktober 1942 in das Vernichtungslager Auschwitz deportiert. Nach der Selektion bei Ankunft wurde sie am 29. Oktober 1942 ermordet. |
| August Schaap        | Hier wohnte August Schaap Jg. 1926 deportiert ermordet 1942 in Auschwitz                           | Bahnhofstraße 32 · | 30. März 2010 | August Schaap wurde am 14. November 1926 als Sohn von Bendix und Emilie Schaap in Lathen geboren. Am 22. November 1939 flüchtete er mit seiner Familie in die Niederlande. Ab Anfang Oktober 1942 war er im Sammellager Westerbork interniert und wurde am 26. Oktober 1942 in das KZ Auschwitz deportiert, wo er am 9. Dezember 1942 ermordet wurde. |
| Fritz Schaap         | Hier wohnte Fritz Schaap Jg. 1931 deportiert ermordet 1942 in Auschwitz                            | Bahnhofstraße 32 · | 30. März 2010 | Fritz Schaap wurde am 29. Mai 1931 als Sohn von Bendix und Emilie Schaap in Lathen geboren. Am 22. November 1939 flüchtete er mit seiner Familie in die Niederlande. Ab Anfang Oktober 1942 war er im Sammellager Westerbork interniert und wurde am 26. Oktober 1942 in das Vernichtungslager Auschwitz deportiert. Nach der Selektion bei Ankunft wurde er am 29. Oktober 1942 ermordet. Er war zu diesem Zeitpunkt 11 Jahre alt. |
| Herta de Vries       | Hier wohnte Herta de Vries geb. Salomons Jg. 1907 deportiert ermordet 1943 in Auschwitz            | Burgstraße 29 ·    | 30. März 2010 | Herta de Vries wurde am 13. Juni 1907 als Herta Salomons in Delitzsch geboren. Sie war mit Ludwig de Vries (1904–1958) verheiratet und hatte einen Sohn. Die Familie zog 1936 von Lathen nach Hagen und später nach Berlin. Am 3. März 1943 wurde sie ab Berlin in das Vernichtungslager Auschwitz deportiert und später für tot erklärt. |
| Leo de Vries         | Hier wohnte Leo de Vries Jg. 1933 deportiert ermordet 1943 in Auschwitz                            | Burgstraße 29 ·    | 30. März 2010 | Leo de Vries wurde am 17. März 1933 als Sohn von Ludwig und Herta de Vries in Lathen geboren. Am 3. März 1943 wurde er ab Berlin in das Vernichtungslager Auschwitz deportiert und später für tot erklärt. Zum Zeitpunkt der Deportation war er 9 Jahre alt. |
| Aron Frank           | Hier wohnte Aron Frank Jg. 1866 deportiert 1942 Theresienstadt ermordet in Treblinka               | Burgstraße 43 ·    | 30. März 2010 | Aron Frank wurde am 18. Januar 1866 als Sohn von Jacob und Minna Frank in Lathen geboren. Am 31. Juli 1942 wurde er in das Ghetto Theresienstadt deportiert und am 23. September 1942 weiter in das Vernichtungslager Treblinka. |
| Berta Frank          | Hier wohnte Berta Frank Jg. 1867 deportiert 1942 Theresienstadt ermordet in Treblinka              | Burgstraße 43 ·    | 30. März 2010 | Berta Frank wurde am 27. November 1867 als Tochter von Jacob und Minna Frank in Lathen geboren und lebte zuletzt in Münster. Am 31. Juli 1942 wurde sie in das Ghetto Theresienstadt deportiert und am 26. September 1942 in das Vernichtungslager Treblinka. |
| Meier Frank          | Hier wohnte Meier Frank Jg. 1875 deportiert 1942 ermordet in Theresienstadt                        | Burgstraße 43 ·    | 30. März 2010 | Meier Frank wurde am 19. Juni 1875 als Sohn von Jacob und Minna Frank in Lathen geboren. Am 31. Juli 1942 wurde er in das Ghetto Theresienstadt deportiert, wo er am 11. Oktober 1942 starb. |
| Jakob Frank          | Hier wohnte Jakob Frank Jg. 1870 deportiert 1942 Theresienstadt ermordet in Treblinka              | Hauptstraße 35 ·   | 30. März 2010 | Jakob Frank wurde am 2. Mai 1870 als Sohn von Meier und Elise Frank in Lathen geboren. Gottfried Frank war sein Bruder. Er war mit Berta Frank verheiratet und hatte drei Kinder. Am 31. Juli 1942 wurde er in das Ghetto Theresienstadt deportiert und am 29. September 1942 in das Vernichtungslager Treblinka. |
| Berta Frank          | Hier wohnte Berta Frank geb. Jakobs Jg. 1882 deportiert 1942 Theresienstadt ermordet in Treblinka  | Hauptstraße 35 ·   | 30. März 2010 | Berta Frank wurde am 29. August 1882 als Berta Jacobs in Werlte geboren. Sie war mit Jakob Frank verheiratet und hatte drei Kinder. Am 31. Juli 1942 wurde sie in das Ghetto Theresienstadt deportiert und am 29. September 1942 in das Vernichtungslager Treblinka. Ihre Tochter Lissi wurde 1942 von Euskirchen aus in das Ghetto Minsk deportiert, ihr zweiter Sohn Joseph konnte 1939 nach England flüchten und überlebte den Holocaust. |
| Max Frank            | Hier wohnte Max Frank Jg. 1913 deportiert 1941 ermordet in Riga                                    | Hauptstraße 35 ·   | 30. März 2010 | Max Frank wurde am 20. Oktober 1913 als Sohn von Jakob und Berta Frank in Lathen geboren. Ab 1924 lebte er in Werlte und kehrte 1941 nach Lathen zurück. Am 13. Dezember 1941 wurde er in das Ghetto Riga deportiert. |
| Gottfried Frank      | Hier wohnte Gottfried Frank Jg. 1875 deportiert 1942 Theresienstadt ermordet in Treblinka          | Hauptstraße 35 ·   | 30. März 2010 | Gottfried Frank wurde am 25. Dezember 1875 als Sohn von Meier und Elise Frank in Lathen geboren. Jakob Frank war sein Bruder. Er war Vorbeter und Vorsänger in der Synagogengemeinde. Am 31. Juli 1942 wurde er in das Ghetto Theresienstadt deportiert und am 23. September 1942 in das Vernichtungslager Treblinka. |
| Isaak 'Fritz' Franck | Hier wohnte Isaac 'Fritz' Franck Jg. 1893 Heimatort 1939 verlassen ???                             | Kirchstraße 6 ·    | 30. März 2010 | Isaac Franck wurde am 11. März 1893 als Sohn von Levi und Hanni Frank in Lathen geboren. Seit dem 7. Dezember 1929 war er mit Greta Franck verheiratet und lebte mit ihr in der Kirchstraße in Lathen. Im November 1939 verkauften sie das Haus und wollten ihre Flucht ins Ausland vorbereiten. Zuletzt lebte er in Horn-Mielinghausen. Am 30. April 1942 wurde er ab Dortmund in das Ghetto Zamość deportiert. |
| Greta Franck         | Hier wohnte Greta Franck geb. Sternberg Jg. 1901 Heimatort 1939 verlassen ???                      | Kirchstraße 6 ·    | 30. März 2010 | Greta Franck wurde 1901 als Greta Sternberg in Horn geboren. Seit 1929 war sie mit Fritz Franck verheiratet und lebte mit ihm in Lathen. Nach dem Verkauf des Hauses im November 1939 verließen sie die Stadt. |

## Verlegungen
- 30. März 2010: 29 Stolpersteine an neun Adressen[44]